# Kokolata
Kokolata (en griego, Κοκολάτα) es un pueblo de la isla de Cefalonia (Grecia). Administrativamente pertenece a la periferia de Islas Jónicas, a la unidad periférica de Cefalonia, y al municipio de Argostoli. En el año 2011 contaba con una población de 176 habitantes.

## Arqueología
En 1908 y 1909, en excavaciones arqueológicas dirigidas por Panagiotis Kavvadias salió a la luz, en el área de Kangelises, próxima a este pueblo, una necrópolis de la Edad del Bronce. Era la primera de ese periodo hallada hasta el momento en la isla de Cefalonia.   
Se encontraron varios tipos de enterramientos diferentes. Seis cistas pertenecen a finales del periodo Heládico Medio y quizá llegaron a ser usadas hasta los inicios del periodo micénico. Los hallazgos incluyen 52 piezas de cerámica y un cuchillo de bronce. Por otra parte, se encontraron un número indeterminado de tumbas en roca que fueron utilizadas, a lo largo de los periodos Heládico Reciente IIIA-C, para enterramientos sucesivos o bien como osarios. Los hallazgos de estas tumbas incluyen, entre otros objetos, sellos, cuentas (una de oro), un cuchillo de bronce y cónulos de arcilla y esteatita. También se excavaron dos tumbas tipo tholos. El tholos A pertenece al Heládico Reciente IIIC. En ellos se hallaron también piezas de cerámica, sellos, cónulos y cuentas. Finalmente, se excavaron tres estructuras parecidas a montículos donde había piezas de cerámica del periodo Heládico Reciente IIIC, aunque no hay constancia de que estas albergaran huesos humanos. Los hallazgos se conservan en el Museo Arqueológico de Argostoli.